# Zygfryd Linda
Zygfryd Linda (ur. 19 października 1920 w Gdyni, zm. 1 lipca 1943 w Poznaniu) – polski instruktor harcerski, członek Głównej Kwatery Szarych Szeregów.
Był synem Józefa (ceramika) i Salomei z Czartowskich. Kształcił się w Szamotułach, gdzie ukończył szkołę powszechną i I Gimnazjum Klasyczne im. Piotra Skargi. Od czasów gimnazjalnych należał do harcerstwa. Po maturze (1938) podjął studia na Wydziale Medycznym Uniwersytetu Poznańskiego, ale naukę przerwał mu wybuch wojny. Zimą 1940/1941 przeniósł się do Warszawy, gdzie razem z bratem Alfonsem włączył się do pracy konspiracyjnej w otoczeniu naczelnika Szarych Szeregów Floriana Marciniaka.
Przez pewien czas był odpowiedzialny za szkolenie motorowe Szarych Szeregów na terenie Warszawy, potem stanął na czele służby wywiadu ofensywnego „Wiss” („Wywiad, Informacja Szarych Szeregów”) w Głównej Kwaterze; pozyskiwane informacje o ruchach wojsk niemieckich przekazywał do Oddziału II Komendy Głównej Armii Krajowej. Od jesieni 1942 był wizytatorem Polski Zachodniej, tj. chorągwi Szarych Szeregów z siedzibą na terenach włączonych do Rzeszy – pomorskiej, poznańskiej, łódzkiej, zagłębiowskiej, śląskiej. Odbył kilka ryzykownych misji wizytacyjnych. Wiosną 1943 został aresztowany przez gestapo w Poznaniu, gdzie po ciężkich przesłuchaniach, następnie prowadzonych na Szucha w Warszawie i ponownie w Poznaniu, zmarł w więzieniu w Forcie VII. 
Pośmiertnie otrzymał stopień harcmistrza.